# Makov (Morávia do Sul)
Makov é uma comuna checa localizada na região de Morávia do Sul, distrito de Blansko.